# Saul Needleman
Saul B. Needleman es un bioinformático. Junto con Christian Wunsch publicó en 1970 un método para realizar el alineamiento de secuencias de forma global. Este método pasó posteriormente a denominarse algoritmo de Needleman-Wunsch. Este método fue el primero en aplicar la metodología de programación dinámica a la comparación de secuencias biológicas.

## Obras
- A general method applicable to the search for similarities in the amino acid sequence of two proteins, J Mol Biol. 48(3):443-53.